# Wayland (Missouri)
Wayland és una població dels Estats Units a l'estat de Missouri. Segons el cens del 2000 tenia 425 habitants.

## Demografia
Segons el cens del 2000, Wayland tenia 425 habitants, 196 habitatges, i 111 famílies. La densitat de població era de 607,8 habitants per km².
Dels 196 habitatges en un 23% hi vivien nens de menys de 18 anys, en un 41,8% hi vivien parelles casades, en un 8,7% dones solteres, i en un 42,9% no eren unitats familiars. En el 38,3% dels habitatges hi vivien persones soles el 24,5% de les quals corresponia a persones de 65 anys o més que vivien soles. El nombre mitjà de persones vivint en cada habitatge era de 2,17 i el nombre mitjà de persones que vivien en cada família era de 2,83.
Per edats la població es repartia de la següent manera: un 23,5% tenia menys de 18 anys, un 9,9% entre 18 i 24, un 22,1% entre 25 i 44, un 24% de 45 a 60 i un 20,5% 65 anys o més.
L'edat mediana era de 39 anys. Per cada 100 dones de 18 o més anys hi havia 89 homes.
La renda mediana per habitatge era de 19.034 $ i la renda mediana per família de 25.179 $. Els homes tenien una renda mediana de 23.750 $ mentre que les dones 20.227 $. La renda per capita de la població era d'11.240 $. Entorn del 15,9% de les famílies i el 19,5% de la població estaven per davall del llindar de pobresa.

## Poblacions més properes
El següent diagrama mostra les poblacions més properes.